# Hylaeus asiaticus
Hylaeus asiaticus là một loài Hymenoptera trong họ Colletidae. Loài này được Dalla Torre mô tả khoa học năm 1896.